# 木野駅
木野駅（きのえき）は、京都府京都市左京区にある叡山電鉄鞍馬線の駅。駅ナンバリングはE11。

## 歴史
開業当時は数百メートル西の踏切沿い東（現駅）側にあり、街道が交わる小さな集落の中心（京都バスの終点にもなっていた）の横という場所であり、車庫が併設されていた。1944年（昭和19年）に単線化にともない踏切の西側に移転。1968年（昭和43年）に京都精華短期大学（当時）が開校後、京都精華大前駅が1989年（平成元年）に開業するまで同校の最寄り駅となり、駅から学校までの街道（現在の京都府道106号神山岩倉停車場線）沿いに学生アパートが多く建設された。また1980年（昭和55年）に開校された 京都府立北稜高等学校の目の前であった。しかし1990年（平成2年）に京都精華大前駅開設と複線化のため、南側の新しく開発された住宅地に近い現在の場所に移転している。

### 年表
- 1928年（昭和3年）12月1日：鞍馬電気鉄道の駅として路線開通と同時に開業[2]。
- 1942年（昭和17年）8月1日：会社合併により京福電気鉄道鞍馬線の駅となる[2]。
- 1944年（昭和19年）11月10日：当駅を含む山端（現在の宝ケ池） - 二軒茶屋駅間が、戦争に伴う資材供出のため単線化[2]。踏切の西側に移設。車庫はすでになかったということであるが詳細不明。
- 1986年（昭和61年）4月1日：京福電気鉄道が鞍馬線を叡山電鉄に譲渡、叡山電鉄鞍馬線の駅となる[2]。
- 1990年（平成2年）9月28日：当駅を含む岩倉駅 - 二軒茶屋駅間が再複線化され[2]、数百メートルほど東に移転。

## 駅構造
相対式ホーム2面2線を持つ無人駅。ホーム全体を覆う上屋が設置されている。出入り口はホームの出町柳駅側にある。両ホームは構内踏切（第1種甲）で結ばれているが、道路扱いとなっており一般の人や自転車の横断にも使われる。なお、この構内通路は「二輪の自動車以外の自動車通行止め（軽自動車・小特を除く）」の規制がされているが、車止めが設置されておりほとんどの四輪車は通行が困難である。
ホームへはスロープも整備されているが、傾斜が強く幅も狭いため車椅子での利用には介助者が必要となる。
京都府立北稜高等学校の最寄り駅のため休校日以外の朝時間帯は係員が出張することが多く、係員詰所もある。ただし、普段の平日は下りホームにのみ20分ほどの係員配置である。

### のりば
| 番線 | 路線    | 方向 | 行先               |
| ---- | ------- | ---- | ------------------ |
| 南側 | ■鞍馬線 | 下り | 貴船口・鞍馬方面   |
| 北側 | ■鞍馬線 | 上り | 宝ケ池・出町柳方面 |

※案内上ののりば番号は割り当てられていない。

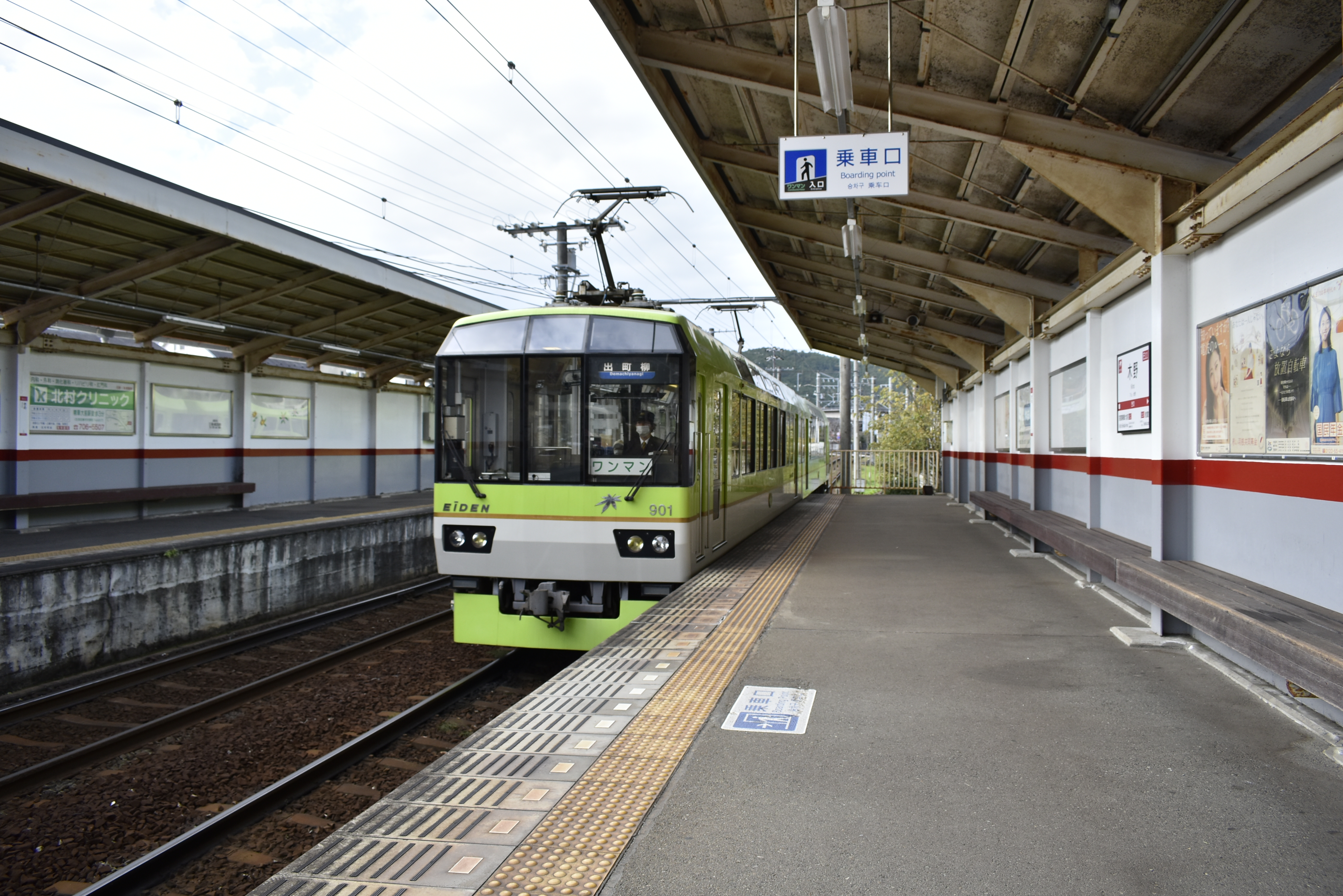
上り線ホーム（2020年11月）
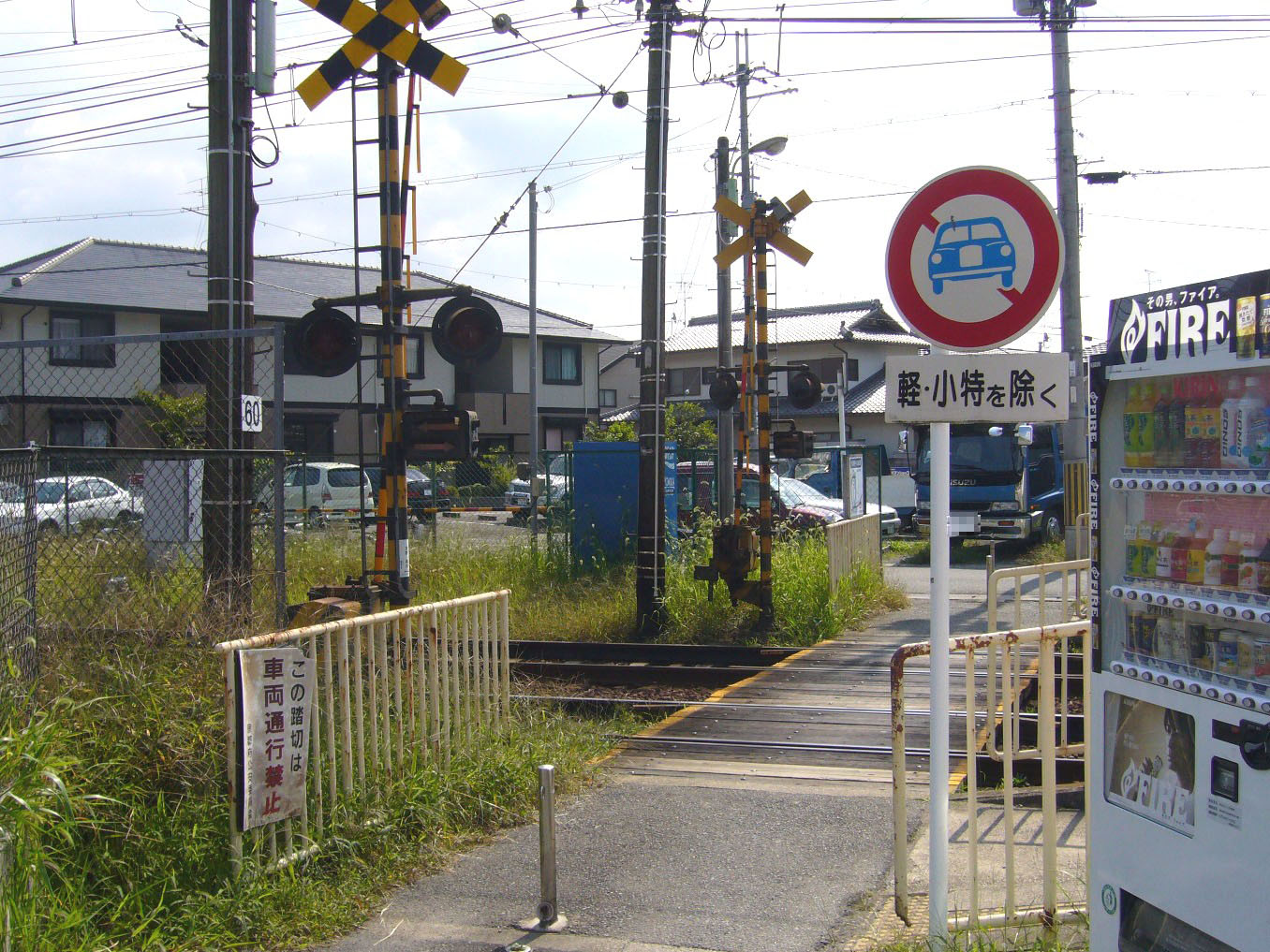
構内踏切（2008年10月）
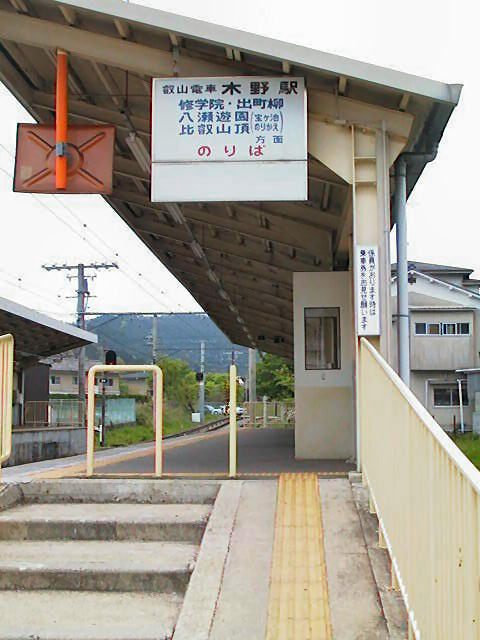
上りホーム。入口より京都精華大前駅方面。係員詰所も見える（2004年7月）
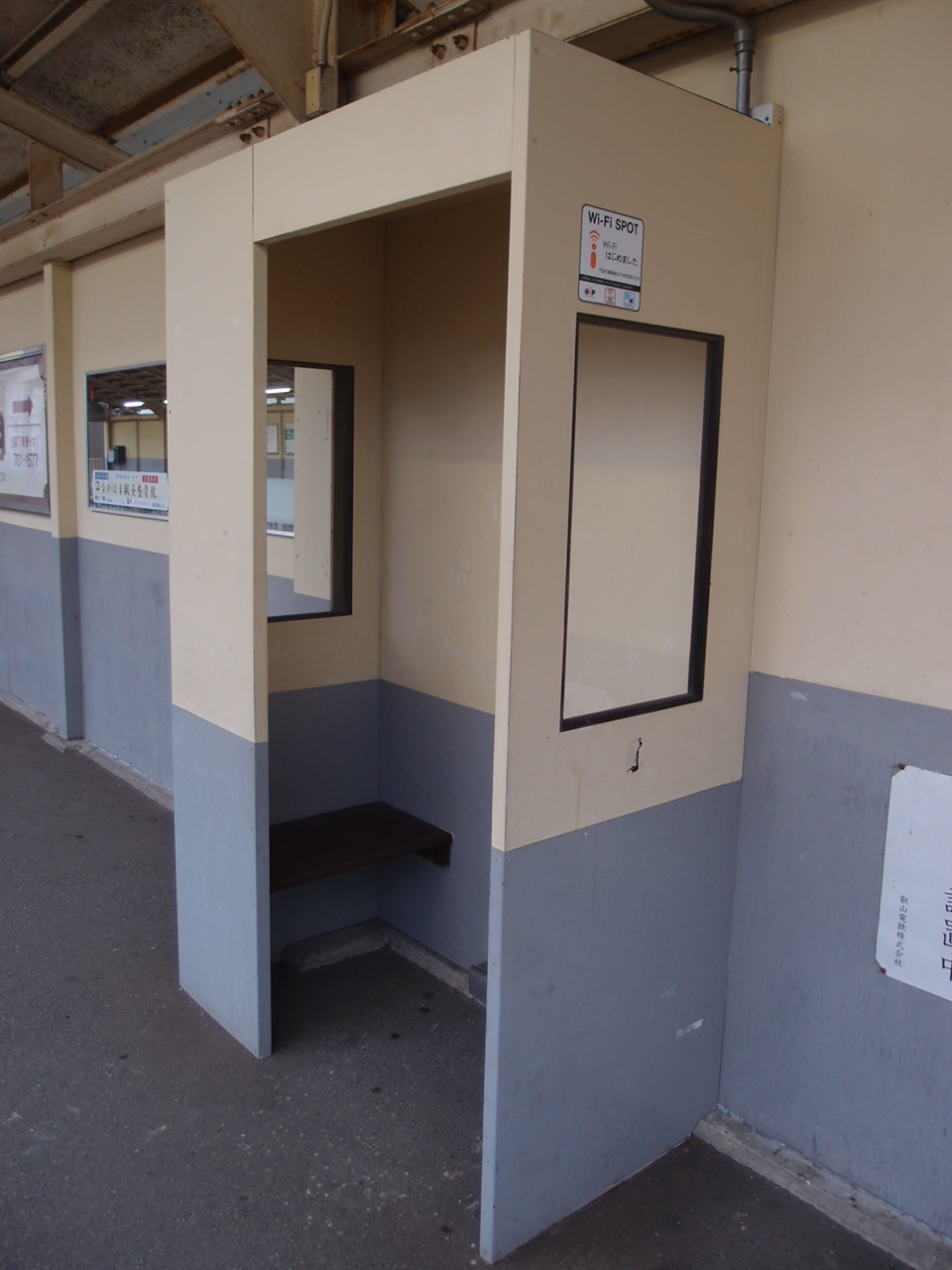
係員詰所（2012年10月）

## 駅周辺
周辺は戸建て中心の住宅地となっている。府道沿いを除き田畑も多かったか、宅地開発が進んできている。
　
- 京都府立北稜高等学校
- 妙満寺 - 案内放送あり。
- 一条山 - 駅南側の小さな山。一時期乱開発により「モヒカン山」として有名になった。
- 円通寺 - 南西へ1キロメートル強。
- 京都民芸資料館
- あんた橋 - 駅西方、長代川に架かる橋。かつては簡素な丸木橋であったため、橋を渡る人々が「あんた（=あなた）から先にどうぞ」と譲り合ったことからこの名前が付けられている[3]。
- 京都府道106号神山岩倉停車場線

## バス路線
最寄りとなる停留所は京都バス「北稜高校前」停留所であり、下記の路線が発着する。
- 40系統：京都産業大学行／地下鉄国際会館駅行
- 50系統：市原行／地下鉄国際会館駅行
- 52系統：貴船口・鞍馬温泉行／地下鉄国際会館駅行
- 国際会館駅・花園橋 経由 京阪出町柳駅行（土・休日1便）

## 隣の駅
叡山電鉄
■鞍馬線
岩倉駅 (E10) - 木野駅 (E11) - 京都精華大前駅 (E12)
- 括弧内は駅番号を示す。